# Retroalimentación del cambio climático

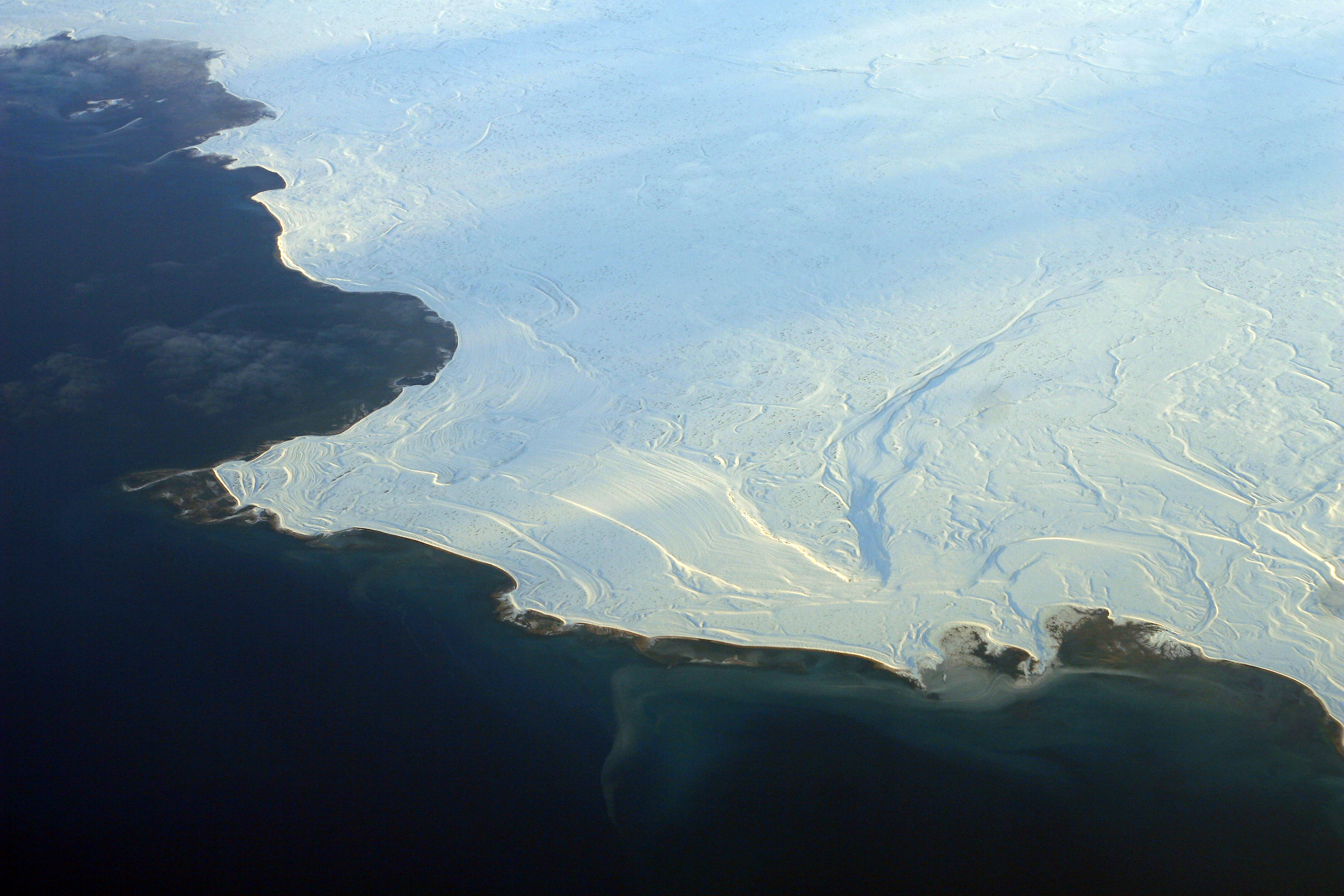
El hielo marino, que se muestra aquí en Nunavut (norte de Canadá), refleja más luz solar, mientras que el mar abierto absorbe más, acelerando el derretimiento.

La retroalimentación del cambio climático es el proceso de retroalimentación (feedback) por el cual un cambio en el clima puede facilitar o dificultar cambios ulteriores.
El sistema climático incluye una serie de retroalimentaciones que alteran la respuesta del sistema a los cambios en los forzamientos externos. Las retroalimentaciones positivas incrementan la respuesta del sistema climático a un forzamiento inicial, mientras que las retroalimentaciones negativas la reducen. Los dos fenómenos se pueden dar a la vez y del balance general saldrá algún tipo de cambio más o menos brusco e impredecible a largo plazo, ya que el sistema climático es un sistema caótico y complejo.
Existe una serie de retroalimentaciones en el sistema climático, incluido el vapor de agua, los cambios en el hielo y su efecto albedo (la capa de nieve y hielo afecta la cantidad que la superficie de la Tierra absorbe o refleja la luz solar entrante), las nubes y los cambios en el ciclo del carbono de la Tierra (por ejemplo, la liberación de carbono del suelo). La principal retroalimentación negativa es la energía que la superficie de la Tierra irradia hacia el espacio en forma de radiación infrarroja. De acuerdo con la ley de Stefan-Boltzmann, si la temperatura absoluta (medida en kelvin) se duplica, la energía radiativa aumenta por un factor de 16 (2 a la cuarta potencia).
Las retroalimentaciones son un factor importante en la determinación de la sensibilidad del sistema climático a un aumento de las concentraciones atmosféricas de GEI. Si lo demás se mantiene, una sensibilidad climática superior significa que se producirá un mayor calentamiento para un mismo incremento en el forzamiento de gas de efecto invernadero. La incertidumbre sobre el efecto de las retroalimentaciones es una razón importante del porqué diferentes modelos climáticos proyectan diferentes magnitudes de calentamiento para un determinado escenario de forzamiento. Se necesita más investigación para entender el papel de las retroalimentaciones de las nubes y el ciclo del carbono en las proyecciones climáticas.
Las proyecciones del IPCC previamente mencionadas figuran en el rango de «probable» (probabilidad mayor al 66 %, basado en la opinión de expertos) para los escenarios de emisiones seleccionados. Sin embargo, las proyecciones del IPCC no reflejan toda la gama de incertidumbre. El extremo inferior del rango de «probable» parece estar mejor limitado que su extremo superior.

## Retroalimentaciones positivas
Un ejemplo de feedback positivo es el efecto albedo: un aumento de la masa helada incrementa la reflexión de la radiación directa y, por consiguiente, amplifica el enfriamiento. También puede actuar a la inversa, amplificando el calentamiento cuando hay una desaparición de masa helada. También es una retroalimentación la fusión de los casquetes polares, ya que crean un efecto de estancamiento por el cual las corrientes oceánicas no pueden cruzar esa región. En el momento en que se empieza a abrir el paso a las corrientes se contribuye a homogeneizar las temperaturas y favorece la fusión completa de todo el casquete y a suavizar las temperaturas polares, llevando el planeta a un mayor calentamiento al reducir el albedo.
La Tierra ha tenido períodos cálidos sin casquetes polares y recientemente se ha visto que hay una laguna en el Polo Norte durante el verano boreal, por lo que los científicos noruegos predicen que en 50 años el Ártico será navegable en esa estación. Un planeta sin casquetes polares permite una mejor circulación de las corrientes marinas, sobre todo en el hemisferio norte, y disminuye la diferencia de temperatura entre el ecuador y los Polos.

## Retroalimentaciones negativas
También hay factores moderadores del cambio. Uno es el efecto de la biosfera y, más concretamente, de los organismos fotosintéticos (fitoplancton, algas y plantas) sobre el aumento del dióxido de carbono en la atmósfera. Se estima que el incremento de dicho gas conllevará un aumento en el crecimiento de los organismos que hagan uso de él, fenómeno que se ha comprobado experimentalmente en laboratorio. Los científicos creen, sin embargo, que los organismos serán capaces de absorber solo una parte y que el aumento global de CO2 proseguirá.
Hay también mecanismos retroalimentadores para los cuales es difícil aclarar en que sentido actuarán. Es el caso de las nubes. El climatólogo Roy Spencer (escéptico del cambio climático vinculado a grupos evangélicos conservadores) ha llegado a la conclusión, mediante observaciones desde el espacio, de que el efecto total que producen las nubes es de enfriamiento. Pero este estudio solo se refiere a las nubes actuales. El efecto neto futuro y pasado es difícil de saber ya que depende de la composición y formación de las nubes.

## Sensibilidad climática
La sensibilidad climática es una medida de cómo responde la temperatura del sistema climático a un cambio en el forzante radiativo. Por lo general se expresa como el cambio de temperatura asociado con una duplicación de la concentración del dióxido de carbono en la atmósfera. 
El equilibrio en la sensibilidad climática se refiere al cambio de equilibrio en la temperatura global promedio del aire cerca de la superficie que se derivarían de una duplicación sostenido de la concentración de CO2 atmosférico (equivalente) (ΔTx2). Ese valor probablemente esté entre 2.6 a 4.1 °C.
Una estimación del modelo de la sensibilidad de equilibrio, requiere de un modelo de integración muy largo. A medida que se obliga a integraciones más cortas, es una sensibilidad transitoria del clima, que se define como la respuesta de la temperatura promedio durante un período de veinte años centrado en CO2 duplicando en una simulación transitoria con CO2 aumentando en un 1% por año. La sensibilidad transitoria es inferior a la sensibilidad de equilibrio, debido a la «inercia» de la absorción de calor de los océanos. Equilibrar completamente la temperatura del océano requiere integraciones del modelo de miles de años.
Una estimación de la sensibilidad climática de equilibrio puede estar hecha de la combinación de la sensibilidad climática efectiva con las propiedades conocidas de los reservorios oceánicos y los flujos de calor de superficie, lo que es la sensibilidad efectiva del clima. Esto «puede variar con la historia forzante y el estado del clima».
A pesar de la sensibilidad climática, se utiliza generalmente en el contexto del forzamiento radiativo por CO2, que se considera como una propiedad general del sistema climático: el cambio en la temperatura del aire (ΔTs) después de un cambio en las unidades en el forzante radiativo (FR) y se expresa en unidades de °C/(W/m²). Para que esto sea así, la medida debe ser independiente de la naturaleza del forzante (por ejemplo, de los gases de efecto invernadero o de la variación solar); de primer orden y de hecho resultó ser así.
Para los modelos acoplados climáticos globales atmósfera-océano, la sensibilidad climática es una propiedad emergente: no es un parámetro del modelo, sino más bien resultado de una combinación de la física del modelo y los parámetros. Por el contrario, modelos más simples de balance de energía pueden contar con la sensibilidad del clima como un parámetro explícito. 

{\displaystyle \Delta T_{s}=\lambda \cdot RF}

Los términos representados en la ecuación relacionan el forzante radiativo de cualquier causa, con cambios lineales de la temperatura global de la superficie. También es posible estimar la sensibilidad del clima, a partir de observaciones, sin embargo, esto es difícil debido a las incertidumbres en las historias del forzante y de la temperatura.